# Kofa
Kofa is een historisch merk van motorfietsen.
De bedrijfsnaam was: Motor & Fahrradbau Kofa AG, Nürnberg.
Deze Duitse fietsenfabrikant produceerde gedurende enkele jaren motorfietsen met 283cc-eencilinder tweetaktmotoren. De productie begon in 1923, toen honderden Duitse bedrijven en bedrijfjes op het idee kwamen in te springen op de vraag naar goedkoop vervoer. De concurrentie was dan ook hevig, zeker in de omgeving van Neurenberg, waar er tientallen waren. De afhankelijkheid van klanten in de regio zorgde ervoor dat deze merken geen grote overlevingskans hadden en net als meer dan 150 andere merken stopte Kofa in 1925.